# Klaus Schrottshammer
Klaus Schrottshammer (* 16. Mai 1979 in Bad Aussee) ist ein österreichischer Geschwindigkeitsskifahrer. 2012 und 2014 gewann er den Speedski-Gesamtweltcup sowie zweimal die Bronzemedaille bei Weltmeisterschaften. Mit 248,447 km/h hält er seit 2016 den österreichischen Geschwindigkeitsrekord.

## Biografie
Klaus Schrottshammer stammt aus dem steirischen Bad Mitterndorf und startet für seinen Heimatverein. 
Bis zu seinem 16. Lebensjahr widmete sich Schrottshammer dem alpinen Skirennsport. 2004 stand er erstmals im Speedski-Weltcup am Start, bis 2007 bestritt er alle Rennen in der Downhill-Klasse (SDH). Bei seinem Debüt in der professionellen S1-Klasse in Les Arcs gelang ihm mit 217,52 km/h auf Anhieb eine persönliche Bestleistung. 2009 nahm er in Vars erstmals an einer Weltmeisterschaft teil, kam aber über einen 39. Rang nicht hinaus. In den folgenden Saisonen steigerte er sich kontinuierlich und feierte am 3. April 2011 in Idre seinen ersten Weltcupsieg. In der Saison 2012 gewann er alle fünf Rennen und sicherte sich damit zum ersten Mal den Gesamtweltcup. Nach einem sieglosen Jahr feierte er 2014 mit vier Saisonerfolgen seinen zweiten Triumph im Gesamtweltcup. Bei seiner vierten WM-Teilnahme konnte er 2015 hinter den dominierenden Origone-Brüdern die Bronzemedaille gewinnen. Am 26. März 2016 stellte er beim Speed Masters in Vars mit 248,447 km/h einen neuen österreichischen Rekord auf. Er überbot damit die 17 Jahre alte Bestmarke des Tirolers Harry Egger um 0,342 km/h.
Schrottshammer ist ausgebildeter Bankkaufmann und gestaltet seine Freizeit mit Skifahren, Langlaufen, Skitouren, Joggen und Mountainbiken.

## Erfolge

### Weltmeisterschaften
- Vars 2009: 39. Speed 1
- Verbier 2011: 4. Speed 1
- Vars 2013: 7. Speed 1
- Pas de la Casa 2015: 3. Speed 1
- Idre 2017: 3. Speed 1

### Weltcup

#### Weltcupsiege
- 25 Podestplätze, davon 11 Siege:

| Datum            | Ort            | Land       |
| ---------------- | -------------- | ---------- |
| 3. April 2011    | Idre           | Schweden   |
| 26. Februar 2012 | Pas de la Casa | Andorra    |
| 18. März 2012    | Vars           | Frankreich |
| 24. März 2012    | Idre           | Schweden   |
| 25. März 2012    | Idre           | Schweden   |
| 18. April 2012   | Verbier        | Schweiz    |
| 23. Februar 2014 | Pas de la Casa | Andorra    |
| 7. März 2014     | Sun Peaks      | Kanada     |
| 15. März 2014    | Idre           | Schweden   |
| 16. März 2014    | Idre           | Schweden   |
| 3. März 2015     | Pas de la Casa | Andorra    |

#### Weltcup-Platzierungen
| Saison | Platz | Punkte | Klasse |
| ------ | ----- | ------ | ------ |
| 2010   | 6.    | 275    | S1     |
| 2011   | 7.    | 160    | S1     |
| 2012   | 1.    | 500    | S1     |
| 2013   | 3.    | 410    | S1     |
| 2014   | 1.    | 590    | S1     |
| 2015   | 2.    | 330    | S1     |
| 2016   | 3.    | 325    | S1     |